# Peugeot Typ 144

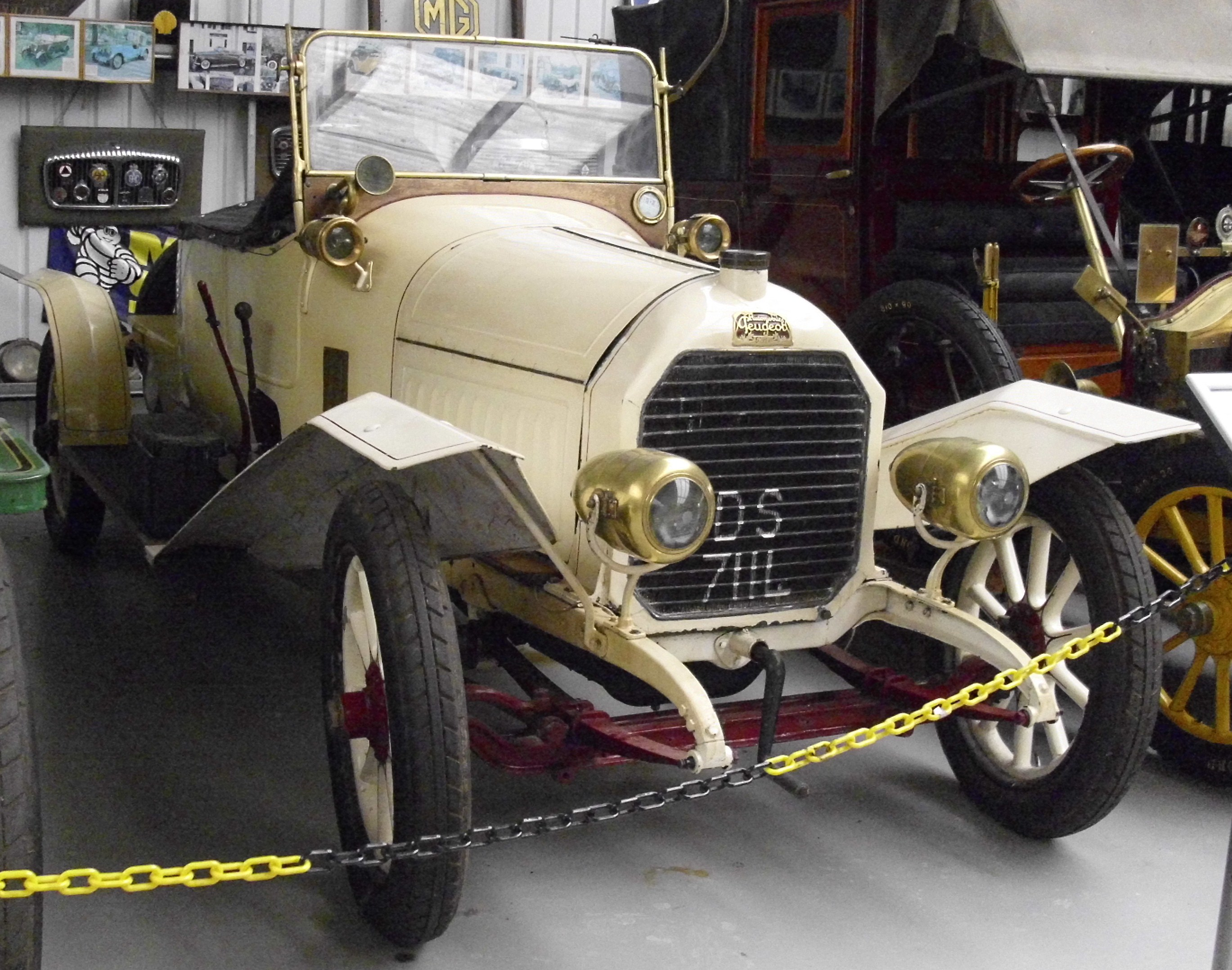
Peugeot Typ 144 A Colonial von 1914

Der Peugeot Typ 144 ist ein frühes Automodell des französischen Automobilherstellers Peugeot, von dem 1913 bis 1915 im Werk Audincourt 1799 Exemplare produziert wurden.
Die Fahrzeuge hatten einen Vierzylinder-Viertaktmotor, der vorne angeordnet war und über Kardan die Hinterräder antrieb. Der Motor hatte 2815 cm³ Hubraum. Die steuerliche Einstufung lag bei 14 CV. Der Motor des Modells 144 R hatte 3177 cm³ Hubraum und wurde mit 16 CV eingestuft.
Es gab die Modelle 144, 144 A und 144 R. Bei einem Radstand von 317,2 cm betrug die Spurbreite 140 cm bzw. 145 cm beim Modell 144 A. Die Karosserieformen Limousine und Torpedo boten Platz für vier Personen, der 144 A als Colonial für vier bis fünf Personen.